# Дорметтинген
Дорметтинген (нем. Dormettingen) — община в Германии, в земле Баден-Вюртемберг. 
Подчиняется административному округу Тюбинген. Входит в состав района Цоллернальб.  Население составляет 1033 человека (на 31 декабря 2010 года). Занимает площадь 6,55 км².